# Ouarzazate solkraftverk
Ouarzazate solkraftverk, också benämnt Noor (نور, arabiska för ljus), är ett termiskt solkraftverk i regionen Drâa-Tafilalet i Marocko, 10 kilometer från staden Ouarzazate. Med sina 510 MW är det världens största termiska solkraftverk. Därutöver finns ett system av fotovoltaiska celler på 70 MW, så att hela parken har en sammanlagd kapacitet på 580 MW.

## Teknisk bakgrund
Anläggningen byggdes i tre faser mellan 2013 och 2018, och består av fyra delar (Noor I, Noor II, Noor III och Noor IV). Budgeten för hela projektet var på 2,5 miljarder USD.

## Bildgalleri

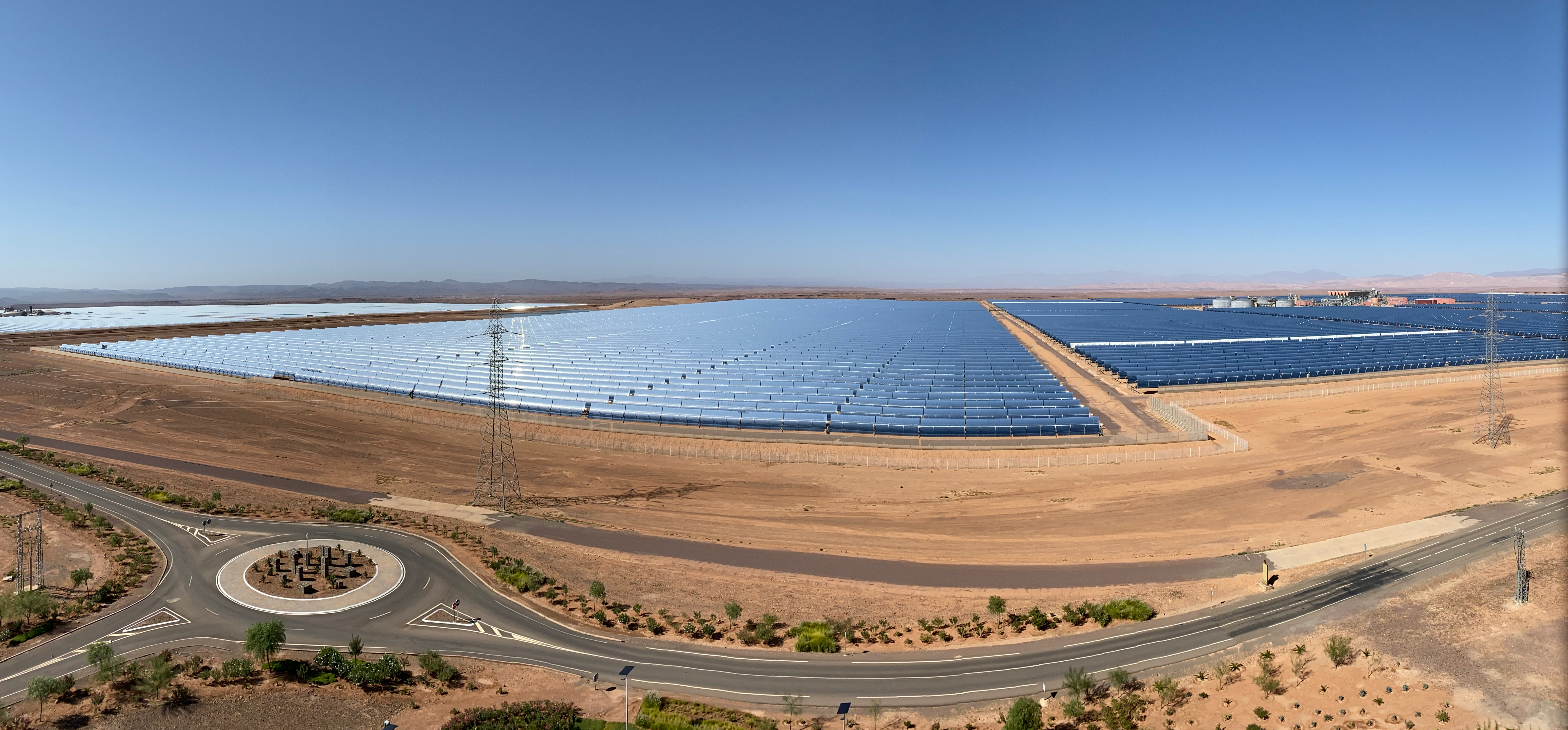
Noor I och Noor II
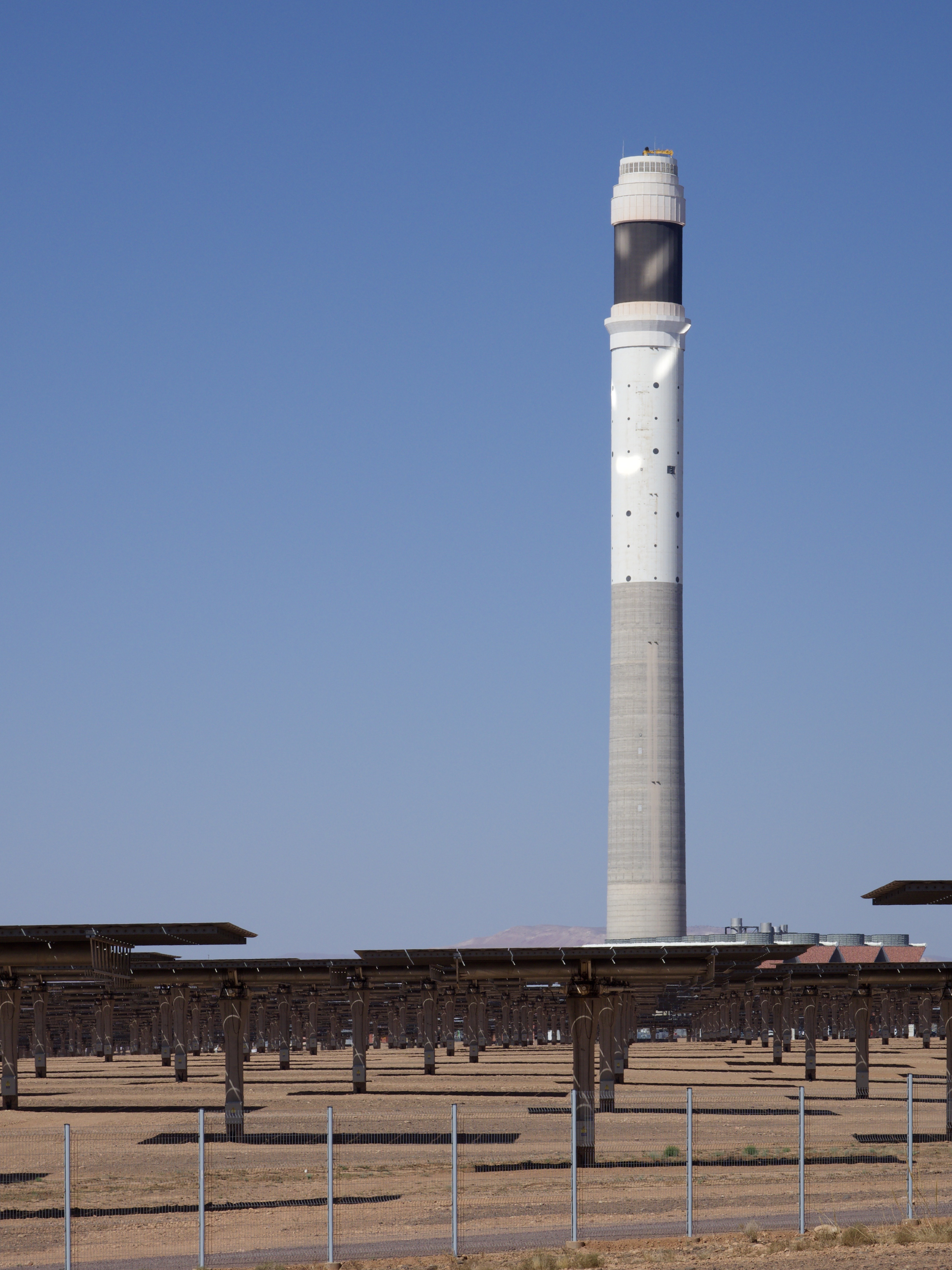
Tornet i Noor III